# Oiseau Bleu
L'Oiseau Bleu (en español, el Pájaro Azul) fue el nombre que recibió un tren internacional que unió durante más de cincuenta años, París en Francia con el norte de Europa. Su destino final ha ido variando a lo largo del tiempo, entre Bruselas y Amberes en Bélgica y Ámsterdam en los Países Bajos. Debe su nombre a la obra de teatro homónima escrita por Maurice Maeterlinck.

## Historia
L'Oiseau Bleu se estrenó el 16 de mayo de 1929. En sus inicios era un tren de lujo explotado por la Compagnie Internationale des Wagons-Lits con coches Pullman y traccionado por locomotoras de vapor. Los buenos resultados cosechados por el servicio hicieron que el recorrido inicial entre París y Amberes se prolongara hasta Ámsterdam en los Países Bajos en 1935. A causa de la Segunda Guerra Mundial el tren dejó de circular entre 1939 y 1947. Regresó con la consideración de tren expreso y aunque conservaba parte de los lujosos coches Pullman incluyó otros de primera y segunda clase. Además, su recorrido se limitó a la relación París-Bruselas.
En 1957, L'Oiseau Bleu se integró en la selecta red de los Trans Europ Express. Fue de hecho uno de los primeros trenes en hacerlo. De ese mismo año son también los TEE Ile de France y L'Etoile du Nord que cubrían la ruta París-Bruselas-Ámsterdam. A diferencia de estos últimos l'Oiseau Bleu tenía paradas intermedias entre París y Bruselas y concluía su recorrido en Amberes y no en Holanda. Históricamente, la relación París-Bruselas ha dado lugar a un número elevado de trenes de largo recorrido ya que posteriormente se unirían otros trenes como el Brabant, el Memling y el Rubens.
Finalmente el 6 de junio de 1984 el tren fue suprimido.

## Material rodante

### Locomotoras
Superada la tracción a vapor y ya como Trans Europ Express la relación fue cubierta con locomotoras diésel. Aún con un recorrido electrificado se optó por esa solución ante los problemas que generaba el hecho de que cada país manejaba potencias diferentes en sus tendidos eléctricos. La solución a esta inconveniencia vino con una serie limitada de 10 locomotoras de la SNCF, la CC 40100, capaz de circular hasta con cuatro tensiones diferentes adaptándose así a las redes francesas, belgas y neerlandesas. El testero de dichas máquinas, llevó a que fueran conocidas como las "nez cassés" (narices rotas) por su inclinación invertida. Este diseño se extendió después a otras locomotoras francesas convirtiéndose en toda una seña de identidad para los ferrocarriles del país.

### Coches
Al margen de los lujosos coches Pullman de origen los coches más habitualmente empleados por l'Oiseau Bleu fueron los TEE PBA. Realizados en acero inoxidable con partes rayadas y otras lisas eran adornados con una franja roja en la parte alta de la caja donde figuraban las iniciales TEE en letras doradas. Eran coches climatizados y con un nivel de confort alto.